# Galerius
Galerius, egentlig Caius Galerius Valerius Maximianus (ca. 250 – maj 311), var romersk kejser i øst 305-311.
Hans baggrund er lidet kendt. Han var fårehyrde af illyrisk bondeslægt og senere soldat. I 293 udnævntes han til underkejser (cæsar) for Diocletian og blev samtidig hans svigersøn. I de næste år udmærkede han sig i kampe mod perserne og mod germanerstammerne ved Donau og synes efterhånden at have fået stor indflydelse på styret, men også betydelig magtlyst.
Galerius har et meget dårligt eftermæle på grund af sin andel i Diocletians kristenforfølgelser. Han menes at have været mere fanatisk end svigerfaderen og påstås at være drivkraften bag dem.
Ved Diocletians abdikation 305 blev Galerius endelig kejser i øst (og reelt ”overkejser”) skønt hans medregent Constantius I Chlorus formelt havde højere rang. Han hævdede sin magt i øst, mens Vesteuropa hurtigt brød sammen i tronstrid efter Constantius’ død. 307 foretog Galerius et helt mislykket felttog til Italien mod Maximian Herculius for at genoprette ordenen, men måtte rømme landet og acceptere de nye magtforhold. 308 eller 310 måtte han acceptere nevøen Maximinus II Daza som cæsar og dermed tronarving.
Indenrigspolitisk prægedes Galerius’ styre af store kristenforfølgelser som overgik Diocletians i brutalitet, men ikke førte til varige resultater. Ganske kort før sin død afblæste han dem og udstedte en toleranceerklæring måske i håb om, at de kristne kunne helbrede hans sygdom. Hans død betød enden på den værste del af kristenforfølgelserne i Rom.

## Ekstern henvisning
- Wikimedia Commons har flere filer relateret til Galerius
- http://www.roman-emperors.org/galerius.htm